# Juraj Dobrila
Juraj Dobrila (Ieseni, 16 marzo 1812 – Trieste, 13 gennaio 1882) è stato un vescovo cattolico croato.

## Biografia
Dobrila nacque in una famiglia croata nella frazione di Ieseni, nei pressi di Pisino (Istria centrale). Il territorio, oggi in Croazia, era allora parte delle Provincie Illiriche dell'Impero francese passando, poco dopo,  all'Impero d'Austria. La sua intelligenza al di sopra della media gli permise di frequentare la scuola elementare tedesca in Antignana e a Pisino e poi il ginnasio a Gorizia e a Karlovac.
Frequentò il Seminario Maggiore di Gorizia e divenne sacerdote nel 1837, per venire inviato negli anni 1837 - 1838 a Munama e a  Hrusici. Nel 1839 iniziò gli studi di teologia all'Augustineum di Vienna, conclusi nel 1842. In seguito fu cappellano a Trieste, insegnante di tedesco e direttore di una scuola femminile.
Dal 1857 al 1875 fu vescovo di Parenzo e Pola e dal 1875 fino alla sua morte fu vescovo di Trieste e Capodistria.
Dobrila studiò con Josip Juraj Strossmayer, divenendo suo amico. Strossmayer fu il più grande vescovo croato del XIX secolo. Dobrila fu un sostenitore della popolazione slovena e croata dell'interno dell'Istria, al tempo culturalmente, economicamente e politicamente subalterna degli italiani della regione.
Durante le rivoluzioni del 1848, Dobrila divenne membro dello Slavjansko društvo ("Società slava") a Trieste. Sostenne l'introduzione delle lingue slave nelle scuole e nella vita pubblica, costituì un fondo per i bambini che desideravano frequentare le scuole croate della monarchia (a Fiume e Castua), consigliando ai contadini istriani, principalmente composti da gente slava, di leggere i libri nella loro madrelingua per evitare di essere sfruttati dai loro signori.
Dobrila stampò il libro di preghiere in croato Oče, budi volja tvoja  nel 1854 e sostenne la pubblicazione del primo giornale croato in Istria Naša sloga nel 1870. Inoltre pubblicò una collezione di racconti popolari e proverbi Različno cvijeće. Il suo secondo libro di preghiera Mladi Bogoljub fu pubblicato nel 1889.
Era un membro del Consiglio regionale di Parenzo sin dalla sua fondazione nel 1861 e rappresentante del Consiglio nel Parlamento di Vienna fino al 1867. Inoltre partecipò al Concilio Vaticano I (1870), dove sostenne i punti di vista del vescovo Strossmayer, acceso oppositore della proclamazione del dogma dell'infallibilità papale.
Dobrila donò post mortem la sua intera proprietà alla carità. La sua immagine compare sulla banconota da 10 kune. Inoltre due scuole superiori sono intitolate a Dobrila, una a Pisino e una a Pola.
L'Università di Pola è stata intitolata a lui. È stata fondata il 29 settembre 2006 con l'approvazione del Parlamento croato.
La tomba del vescovo si trova a Trieste, nel Cimitero di Sant'Anna, nel cosiddetto Camposanto dei Preti.

## Genealogia episcopale
La genealogia episcopale è:
- Cardinale Scipione Rebiba
- Cardinale Giulio Antonio Santori
- Cardinale Girolamo Bernerio, O.P.
- Arcivescovo Galeazzo Sanvitale
- Cardinale Ludovico Ludovisi
- Cardinale Luigi Caetani
- Cardinale Ulderico Carpegna
- Cardinale Paluzzo Paluzzi Altieri degli Albertoni
- Cardinale Flavio Chigi
- Papa Clemente XII
- Cardinale Giovanni Antonio Guadagni, O.C.D.
- Cardinale Cristoforo Migazzi
- Vescovo Michael Léopold Brigido
- Arcivescovo Sigismund Anton von Hohenwart, S.I.
- Arcivescovo Augustin Johann Joseph Gruber
- Arcivescovo Joseph Walland
- Vescovo Anton Alojzij Wolf
- Arcivescovo Andreas Gollmayr
- Vescovo Juraj Dobrila